# BWI機場站 (巴爾的摩輕軌)
BWI馬歇爾機場站（英語：BWI Marshall Airport station）是巴爾的摩輕軌南端的兩個終點站之一。本站的月台就位在巴尔的摩/华盛顿瑟古德·马歇尔国际机场國際線航廈下層的門口之外。本站於1997年開始營運，每34分鐘有一班車開往賓州車站。隨後路線與時刻皆有變化。例如2010年時尖峰時間每20分鐘就有一班車開往亨特谷站，其他時間班距則為30分鐘。
本站有馬里蘭交通管理局17、99、201號線巴士行經，全年全天都有巴士。還有其他的地方交通公司開行開往機場的巴士，例如霍華德交通的銀線。

## 外部連結
- 维基共享资源上的相關多媒體資源：BWI機場站
- Schedules